# Carlo Gatti (Komponist)
Carlo Gatti (* 19. Dezember 1876 in Florenz; † 3. März 1965 in Mailand) war ein italienischer Komponist, Musikpädagoge, Musikkritiker und Musikschriftsteller.

## Leben und Werk
Die Eltern von Carlo Gatti waren Giacomo Gatti und Anna Maria Grasso. Er studierte Komposition am Mailänder Konservatorium. Von 1898 bis 1958 wirkte er als Lehrer für Komposition an eben diesem Konservatorium. Seit 1911 leitete Gatti das von ihm gegründete Teatro del Popolo in Mailand. Von 1941 bis 1944 leitete er die Mailänder Scala. Von 1918 bis 1951 wirkte Carlo Gatti als Musikkritiker der „Illustrazione Italiana“. Er war auch Mitarbeiter des italienischen Rundfunks.
Carlo Gatti schrieb die Opern „Verbania“ (Locarno 1931), „Il dono dell’amore“ (Locarno 1932), „Bella terra del Ticino“ (Locarno 1933), Orchesterwerke, die „Canti popolari Ticinesi“ für Chor und Klavier (1933) und die „Canti Fraterni“ für Singstimme und Klavier (1942). Zudem verfasste er die Biographien „Verdi“ (2 Bände, Mailand 1930, 1953, auch in englischer, spanischer, französischer und ungarischer Sprache erschienen) und „Catalani“ (Mailand 1953) und die Arbeit „Il teatro alla Scala nella storia e nell’arte“ (2 Bände, Mailand 1964) über die Mailänder Scala.